# Lühe (Möckern)
Lühe ist eine Siedlung von Möckern im Landkreis Jerichower Land in Sachsen-Anhalt.

## Geografie
Die Siedlung liegt etwas mehr als einen Kilometer nordnordwestlich vom Zentrum der Stadt Möckern, am Westrand des 25.063 Hektar großen und sehr waldreichen Landschaftsschutzgebietes (LSG) Möckern-Magdeburgerforth. Durch den Ort verläuft die Bundesstraße 246a.
Naturräumlich gehört der Ort zum Zerbster Land, einer ackergeprägten offenen Kulturlandschaft und 536 km² großen Haupteinheit der übergeordneten Haupteinheitengruppe des Fläming im norddeutschen Tiefland. Das Zerbster Land bildet die Südwestabdachung des Flämings zur Elbe und gehört zum Einzugsgebiet dieses Flusses.

## Geschichte
Am Morgen des 5. April 1813 wurden die bis dahin im Dorf Lühe noch verbliebenen Truppen des Kaiserreiches Frankreich durch das 3. Bataillon des 3. Ostpreußischen Infanterie-Regimentes kampflos aus dem Ort gedrängt. Jenes Bataillon war zu dieser Zeit als Reserve der Truppen vom Gefecht bei Möckern in deren rückwärtigem Gebiet eingeteilt und verließ das Dorf gegen Mitternacht wieder in Richtung Zeddenick.
Am 1. Dezember 1910 hatte die Gemeinde Lühe insgesamt 412 Einwohner und gehörte zum Landkreis Jerichow I des Regierungsbezirkes Magdeburg in der preußischen Provinz Sachsen.
Die vorher selbständige Gemeinde wurde am 20. Juli 1950 in die Stadt Möckern eingemeindet.

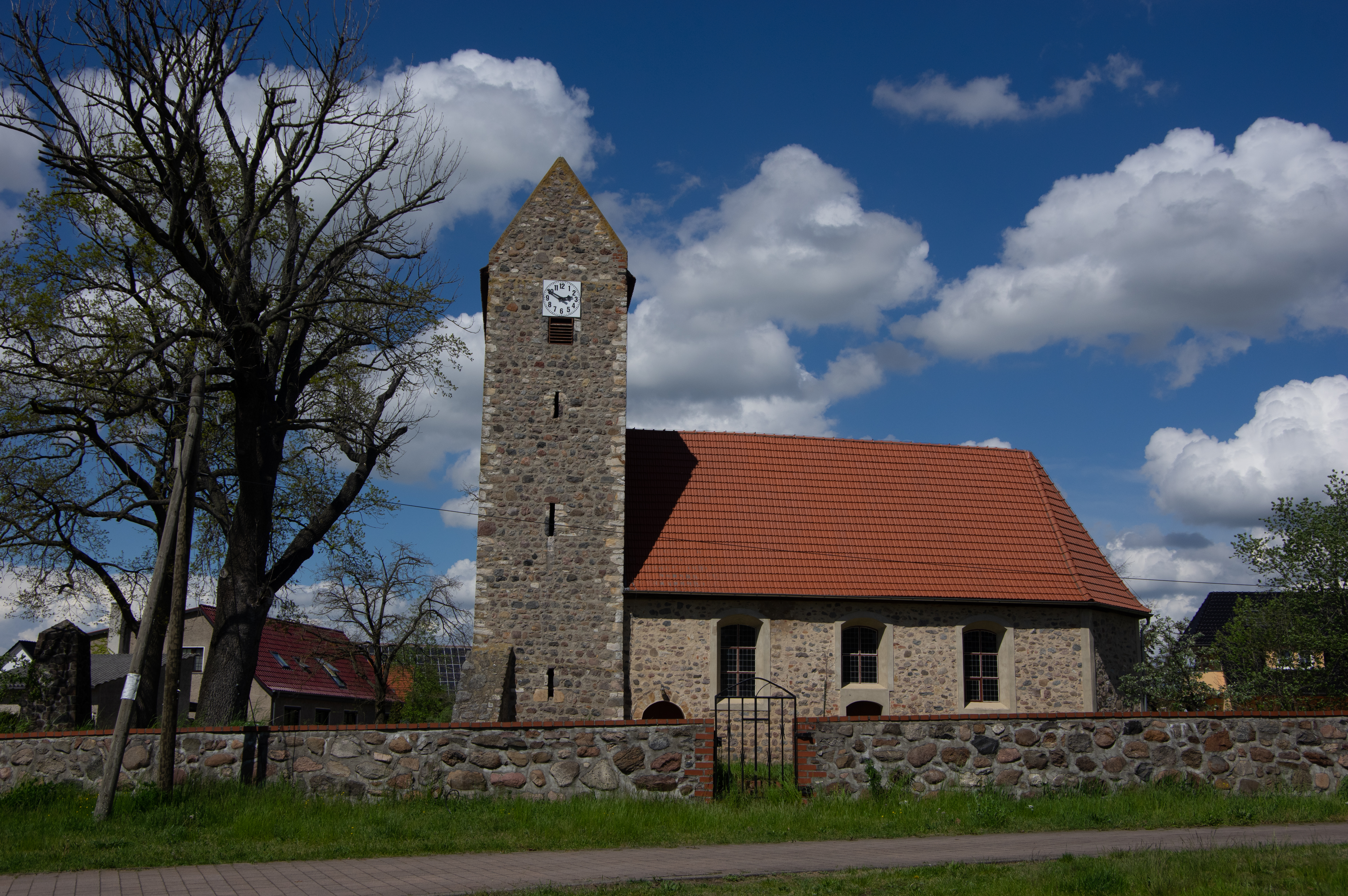
Dorfkirche Lühe (Möckern)

## Kultur und Sehenswürdigkeiten
An zentraler Stelle im Ort befindet sich die spätromanische Feldsteinkirche St. Ulrich. Von einem ehemaligen spätromanischen Feldsteinbauwerk ist der querrechteckige Westturm erhalten, der durch ein Satteldach mit Giebeln abgeschlossen ist. Das etwas schmalere flachgedeckte Schiff ist im Kern gleichzeitig, wurde aber barock verändert und ist dreiseitig fensterlos geschlossen.  Das  originale Südportal ist mit einer Flachschicht über dem Rundbogen versehen. Eine Instandsetzung erfolgte im Jahr 1957. Innen ist das Bauwerk mit einer Flachdecke geschlossen und hat eine Westempore. Eine schlichte hölzerne Kanzelaltarwand aus der ersten Hälfte des 18. Jahrhunderts mit seitlichen Durchgängen bildet das Hauptstück der Ausstattung; in den Füllungen des Kanzelkorbs sind Gemälde angeordnet, die Christus als Erlöser und die vier Evangelisten zeigen. Ein gotischer achteckiger Taufstein ist schmucklos. Die Orgel in einem barocken Prospekt ist ein Werk von Robert Knauf aus Bleicherode aus dem Jahr 1891 mit sechs Registern auf einem Manual und Pedal.